# Rumohrsgård
Rumohrsgaard er en herregård i Notmark Sogn, Als Sønder Herred i Sønderborg Kommune.
Oprindelig hed gården Søbo og nævnes første gang omkring år 1500. Gården tilhørte da Otte Breide (død 1544). Hans sønnedatter Anna Breide bragte omkring 1577 gården som medgift til sin mand Ditlef Rumohr, der stammede fra Angel. Han solgte år 1600 gården til hertug Hans den Yngre og gården fik sit nuværende navn. Ved hertugens død 1622 blev gården en brik i de arvestridigheder, der opstod mellem hertugens sønner. Den var først gået til sønnen Hans Adolf, der allerede døde 1624. På dødslejet solgte han Rumohrsgaard, Østerholm og Mjelsgaard til broderen Alexander. Faderen havde imidlertid bestemt i sit testamente, at døde en af hans sønner uden arvinger, skulle dennes arvegods gå til sønnen Frederik, der ikke havde fået en gård ved arvedelingen. Christian 4. måtte mægle i striden, der endte med at Alexander beholdt Rumohrsgaard, mens han måtte overdrage de andre gårde til Frederik. Det sønderborgske hertugdømme blev erklæret konkurs i 1667, hvor panthaveren Kai von Ahlefeldt overtog Rumohrsgaard. Han solgte den straks videre til hertug Ernst Gunther af Augustenborg. Gården forblev i augustenborgernes eje frem til fredsslutningen efter Treårskrigen i 1850, hvor den blev afstået til den danske krone. Gården blev kort før Slesvigs afståelse til Tyskland 1864 solgt til privateje, og den har skiftet ejer adskillige gange.

## Bygningerne
Om de ældste bygninger på Rumohrsgaard vides kun lidt. Gården skal have været meget forfalden ved Hans den Yngres overtagelse. Han lod gården istandsætte. Hvor dette hus lå er ukendt. Den nuværende beskedne hovedbygning er opført i slutningen af 1800-tallet.

## Ejere af Rumohrsgaard
- (ca. 1500-1544) Otte Breide
- (1544-1551) Anne Fikkesen (enke)
- (1551-ca. 1577) Asmus Joachim Breide (søn)
- (ca. 1577) Anna Breide (datter)
- (ca. 1577-1600) Ditlef Rumohr
- (1600-1622) Hertug Hans den Yngre af Sønderborg
- (1622-1624) Hertug Hans Adolf af Slesvig-Holsten-Sønderborg-Nordborg (søn)
- (1624-1653) Hertug Alexander af Slesvig-Holsten-Sønderborg (bror)
- (1653-1667) Hertug Christian Adolf af Slesvig-Holsten-Sønderborg(søn)
- (1667) Kai von Ahlefeldt
- (1667-1689) Hertug Ernst Günther 1. af Slesvig-Holsten-Sønderborg-Augustenborg
- (1689-1701) Hertuginde Augusta (enke)
- (1701-1714) Hertug Frederik Vilhelm af Slesvig-Holsten-Sønderborg-Augustenborg (søn)
- (1714-1754) Hertug Christian August 1. af Slesvig-Holsten-Sønderborg-Augustenborg (søn)
- (1754-1794) Hertug Frederik Christian 1. af Slesvig-Holsten-Sønderborg-Augustenborg (søn)
- (1794-1814) Hertug Frederik Christian 2. af Slesvig-Holsten-Sønderborg-Augustenborg (søn)
- (1814-1850) Hertug Christian August 2. af Slesvig-Holsten-Sønderborg-Augustenborg (søn)
- (1850-1863) Kronen
- (1863-1865) J. Hellemann
- (1865-1878) J. H. Schwertfeger
- (1878-1890) Enkefru Schwertfeger
- (1890-1923) Clemens von Romberg
- (1923-1925) Konrad Gisbert Wilhelm von Romberg (søn)
- (1925-1930) Den danske Stat
- (1930-1946) Andreas Iversen
- (1946-1948) Kristine Iversen
- (1948-1962) Forpagtet ud
- (1962-1990) Kresten Iversen
- (1990-?) Holger Iversen

|  | Denne artikel om en bygning eller et bygningsværk kan blive bedre, hvis der indsættes et (bedre) billede. Du kan hjælpe ved at afsøge Wikimedia Commons for et passende billede eller lægge et op på Wikimedia Commons med en af de tilladte licenser og indsætte det i artiklen. |

54°58′37.35″N 9°54′27.17″Ø / 54.9770417°N 9.9075472°Ø